# Folyáshatár

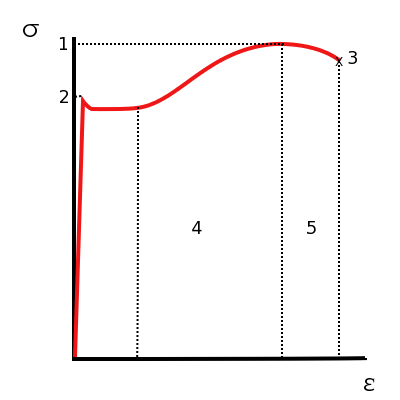
Kis széntartalmú szénacél szakítódiagramja
1. Szakítószilárdság, R_{m}
2. Folyáshatár, R_{e}
3. Szakadás
4. Felkeményedés
5. Kontrakció (keresztmetszet-összehúzódás)

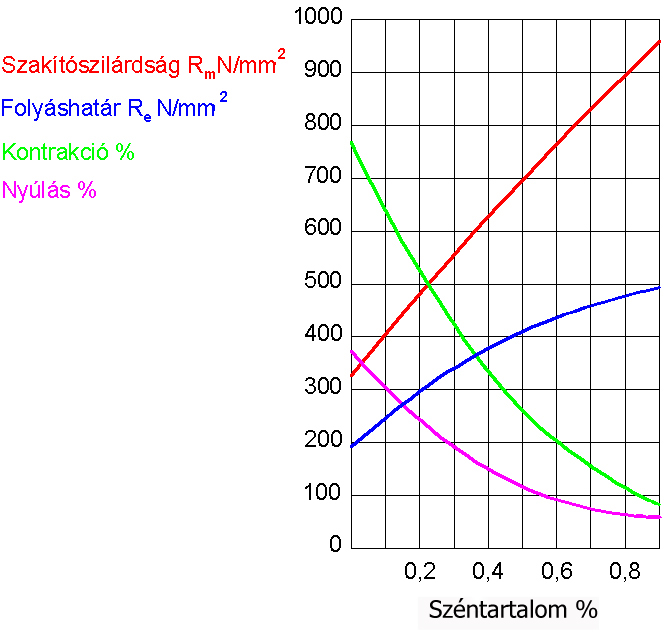
Szénacélok szilárdásági értékei a széntartalom függvényében

Folyáshatár az a mechanikai feszültség, ami tiszta húzás esetén az anyag maradó, plasztikus alakváltozását okozza. Jelölése Re vagy σe. Szerkezeti anyagaink (amikből gépeink, épületeink stb. felépülnek) rugalmas testek, ezt a rugalmasságot azonban csak bizonyos terhelésig tartják, ennél a terhelésnél nagyobb erők esetén a testek maradó alakváltozást szenvednek.
A folyáshatárt a szerkezeti anyagokra szakítóvizsgálattal lehet megállapítani. A folyáshatár némely anyag szakítódiagramján jól látható ponton fekszik, de vannak olyan anyagok, ahol a görbe lefolyásából ezt a feszültséget nehéz megállapítani. Ebben az esetben a 0,2%-os maradó fajlagos megnyúláshoz tartozó feszültséget tekintik folyáshatárnak.
A folyáshatár a folyás kezdetekor mérhető Fe húzóerő és az alkatrésznek a húzóerőre merőleges A keresztmetsztének a hányadosa: 
{\displaystyle \sigma _{e}=R_{e}={\frac {F_{e}}{A}}}  [N/mm²]
A folyáshatár csak névleges feszültség, a valóságos feszültségnél figyelembe kellene venni az alkatrész terhelés alatti keresztmetszetét, ami a terheletlennél kisebb. Ezért a valóságos feszültség a névlegesnél (mérnökinél) mindig nagyobb.
A szilárd anyagok nagy része magasabb, az anyagminőségtől függő hőmérsékleten állandó terhelés alatt lassan, de állandóan plasztikus alakváltozást szenved. Ezt a jelenséget kúszásnak vagy tartósfolyásnak nevezik. Folyáshatárról olyan hőmérsékleteknél beszélünk, ahol az anyag tartósfolyása még nem lép fel.